# بيريبروكسيفين
بيريبروكسيفين هو مبيد حشري وجد أنه فعال ضد مجموعة متنوعة من الحشرات. تم تقديمه إلى الولايات المتحدة في عام 1996، لحماية محاصيل القطن من الذباب الأبيض. كما أنه يستخدم كوقاية للسيطرة على البراغيث على الحيوانات الأليفة المنزلي، لقتل النمل والصراصير في الأماكن المغلقة وفي الهواء الطلق. تشمل طرق التطبيق البخاخات والطُعم ومساحيق السجاد والمضخات والشامبو وأطواق الحيوانات الأليفة.
بيريبروكسيفين هو نظير هرمون الأحداث ومنظم نمو الحشرات. يمنع اليرقات من التطور إلى مرحلة البلوغ وبالتالي يجعلها غير قادرة على التكاثر.
في الولايات المتحدة، غالبًا ما يتم تسويق البيربروكسيفين تحت الاسم التجاري نيلر. في أوروبا، يُعرف البيربروكسيفين تحت الأسماء التجارية سيكلو (فيرباك) وخالية من البراغيث توين سبوت (إيماكس).

## السمية في الثدييات
البيريبروكسيفين له سمية حادة منخفضة. وفقًا لمنظمة الصحة العالمية ومنظمة الأغذية والزراعة، عند الجرعات المرتفعة التي تتجاوز 5000 ملغم/كجم من وزن الجسم، يؤثر البيربروكسيفين على الكبد في الفئران والجرذان والكلاب. كما أنه يغير مستويات الكوليسترول، وقد يسبب فقر دم معتدل عند الجرعات العالية.

## شائعة عن ارتباطها بتفشي صغر الرأس في البرازيل
ابتداءً من عام 2014، تم إدخال البيربروكسيفين في إمدادات المياه البرازيلية لمكافحة انتشار يرقات البعوض. وهذا يتماشى مع خطة منظمة الصحة العالمية لتقييم مبيدات الآفات لمبيدات اليرقات. في يناير 2016، انتقدت الجمعية البرازيلية للصحة الجماعية (أبراسكو: (بالبرتغالية: Associação Brasileira de Saúde Coletiva‏) إدخال البيربروكسيفين في البرازيل. وطالبت شركة أبراسكو «بالتعليق الفوري [لاستخدام] البيربروكسيفين وجميع مثبطات النمو... في مياه الشرب». تعارض المنظمة استخدام مثبطات النمو في سياق التفشي المستمر لتشوه الجنين.
في 3 فبراير، أثيرت شائعة مفادها أن البيربروكسيفين، وليس فيروس زيكا، هو سبب تفشي صغر الرأس في البرازيل في 2015-2016 في تقرير صادر عن المنظمة الأرجنتينية للأطباء في القرى المزروعة بالمحاصيل. اجتذبت تغطية إعلامية واسعة. تم الاستشهاد ببيان أبراسكو في تقرير PCST بعد ذلك، أوضح أبراسكو هذا الموقف باعتباره سوء تفسير لبيانهم، قائلاً «لم نذكر في أي وقت من الأوقات أن المبيدات الحشرية أو غيرها من المواد الكيميائية هي المسؤولة عن العدد المتزايد من حالات صغر الرأس في البرازيل». كما استنكروا سلوك المواقع التي تنشر معلومات مضللة، مضيفين أن مثل هذه «الأكاذيب.. تنتهك معاناة الناس في المواقف الضعيفة». بالإضافة إلى ذلك، أقر منسق بيان PCST، ميداردو أفيلا فاسكويز، في مقابلة أن «المجموعة لم تقم بأي دراسات معملية أو أبحاث وبائية لدعم تأكيداتها ، لكنها تجادل بأن استخدام مبيدات اليرقات قد يسبب تشوهات بشرية».
في 13 فبراير، علقت ولاية ريو غراندي دو سول البرازيلية استخدام البيربروكسيفين، مستشهدة بمواقع أبراسكو وPCST. وانتقد وزير الصحة البرازيلي ، مارسيلو كاسترو، هذه الخطوة، مشيرًا إلى أن الادعاء "إشاعة تفتقر إلى المنطق والمعنى. كما أشاروا إلى أن المبيد الحشري معتمد من الوكالة الوطنية لمراقبة الصحة و"جميع الهيئات التنظيمية في العالم بأسره".
أجرى جورج ديميتش، مدير السيطرة على الأمراض بإدارة الصحة في بيرنامبوكو في البرازيل، مقابلة مع بي بي سي حيث أشار إلى أن مدينة ريسيفي بها أكبر عدد من حالات صغر الرأس المبلغ عنها حاليًا، ومع ذلك لا يتم استخدام البيربروكسيفين. في المنطقة، ولكن مبيد حشري آخر تمامًا. وأضاف أن «هذا النقص في الارتباط المكاني يضعف فكرة أن مبيد اليرقات هو سبب المشكلة». بالإضافة إلى ذلك، قابلت هيئة الإذاعة البريطانية باحثين في بيرنامبوكو، حيث لم يتم العثور على دليل على ارتباط الحالات بأي سبب بيئي مثل مبيد حشري. صرحت أخصائية الأعصاب فانيسا فان دير ليندن في مقابلة، «سريريًا، تشير التغييرات التي نراها في عمليات مسح الأطفال إلى أن الإصابات كانت ناجمة عن عدوى خلقية وليس بسبب مبيدات اليرقات أو الأدوية أو اللقاح.»
وصف المشكك الملحوظ ديفيد جورسكي الادعاء بأنه نظرية مؤامرة وأشار إلى أن مؤيدي مضادات اللقاحات ادعوا أيضًا أن لقاح Tdap هو سبب تفشي صغر الرأس، نظرًا لإدخاله في عام 2014، إلى جانب إضافة، «لا يسع المرء إلا أن يتساءل ما الذي فعلته وزارة الصحة البرازيلية أيضًا في عام 2014 والذي يمكن أن يلقي فيه الساعد اللوم على صغر الرأس». أشار جورسكي أيضًا إلى الفهم الفيزيوكيميائي الشامل للبيربروكسيفين المشفر في إرشادات منظمة الصحة العالمية لجودة مياه الشرب، والتي خلصت في تقييم سابق إلى أن المبيدات الحشرية ليست سامة للجينات، وأن منظمة الطبيب التي تدعي هذا الادعاء دعت ضد جميع مبيدات الآفات منذ عام 2010، مما يعقد موثوقيتها.
صرح أستاذ من جامعة أديلايد في أستراليا أن «تأثير البيربروكسيفين على التكاثر والتشوهات الجنينية تمت دراسته جيدًا في الحيوانات. في مجموعة متنوعة من الأنواع الحيوانية، حتى الكميات الهائلة من البيربروكسيفين لا تسبب العيوب التي شوهدت أثناء تفشي فيروس زيكا مؤخرًا». صرح زميل أيضًا من جامعة أديلايد أنه «في حين أن الدليل على أن فيروس زيكا مسؤول عن ارتفاع صغر الرأس في البرازيل ليس قاطعًا، فإن دور البيربروكسيفين ببساطة غير معقول». وخلص أستاذ آخر في أستراليا إلى أن «تطور الحشرات يختلف تمامًا عن التطور البشري ويتضمن هرمونات مختلفة ومسارات نمو ومجموعات من الجينات، لذلك لا يمكن افتراض أن المواد الكيميائية التي تؤثر على تطور الحشرات تؤثر أيضًا على نمو الثدييات».